# Achaea catocalina
Achaea catocalina is een vlinder van de familie van de spinneruilen (Erebidae). De wetenschappelijke naam van deze soort is voor het eerst voorgesteld als Ophiodes catocalina door William Jacob Holland in een publicatie uit 1894.
De soort komt voor in tropisch Afrika waaronder Sierra Leone, Ivoorkust, Ghana, Togo, Nigeria, Kameroen, Equatoriaal-Guinea, Gabon, Congo-Kinshasa, Oeganda, Rwanda en Tanzania.